# Tarachina schultzei
Tarachina schultzei es una especie de mantis de la familia Iridopterygidae.

## Distribución geográfica
Se encuentra en  Namibia, Zimbabue y La Provincia del Cabo,  Natal,  y Transvaal en (Sudáfrica).